# Shady Records
Shady Records är ett skivbolag som ägs av rapparen Eminem, som tillsammans med Paul Rosenberg grundade det 1999. 